# Вишневский, Леон
Леон Вишневский (пол. Leon Wiśniewski, 29 марта 1937, Гнезно, Польша — 27 апреля 1985, там же) — польский хоккеист (хоккей на траве), нападающий.

## Биография
Леон Вишневский родился 29 марта 1937 года в польском городе Гнезно.
Играл в хоккей на траве за «Спарту» из Гнезно. Дважды выигрывал чемпионат Польши (1960, 1964).
В 1960 году вошёл в состав сборной Польши по хоккею на траве на Олимпийских играх в Риме, занявшей 12-е место. Играл на позиции нападающего, провёл 4 матча, забил 1 мяч в ворота сборной Японии.
В течение карьеры провёл 18 матчей за сборную Польши, забил 9 мячей.
Умер 27 апреля 1985 года в Гнезно.

## Память
Имя Леона Вишневского выбито на мемориальной доске, посвящённой олимпийцам Гнезно.